# Podbierieznowo (obwód wołogodzki)
Podbierieznowo (ros. Подберезново) – wieś w Rosji, w rejonie mieżdurieczeńskim obwodu wołogodzkiego. W 2021 r. była niezamieszkana.